# Julah
Julah is een plaats op het Indonesische eiland Bali in de gelijknamige provincie. 